# Vasile Aftenie
Vasile Aftenie (n. 14 iulie 1899, Lodroman, comitatul Târnava-Mică – d. 10 mai 1950, închisoarea Văcărești, București) a fost un episcop român unit (greco-catolic), martir al credinței. A fost ucis în bătaie în temnițele regimului comunist pentru refuzul de a trece la Biserica Ortodoxă Română. A fost beatificat de Papa Francisc în anul 2019. Este sărbătorit în Biserica Română Unită, la data de 2 iunie, alături de ceilalți șase episcopi greco-catolici români martiri, declarați fericiți ai Bisericii Catolice.

## Studiile
Școala primară a urmat-o în satul natal și la Blaj, iar cursurile liceale la Blaj. În 1919 s-a înscris la Academia de Teologie din Blaj, fiind trimis mai apoi la Roma, la Colegiul Grec „Sf. Atanasie”. În 1925 a obținut doctoratul în Filosofie și Teologie, după care a revenit în România.

## Activitatea
La 1 ianuarie 1926 a fost hirotonit preot de către Mitropolitul Blajului, Dr. Vasile Suciu. După o lună a fost numit profesor la Academia de Teologie din Blaj. A fost numit protopop de București și ulterior canonic al Capitului Arhiepiscopesc din Blaj. La 1 octombrie 1939 a fost numit rector al Academiei Teologice din Blaj.
În aprilie 1940 a fost numit Episcop titular de Ulpiana și auxiliar al Mitropolitului Dr. Alexandru Nicolescu. Consacrarea episcopală a avut loc pe 5 iunie 1940 în Catedrala Sfânta Treime din Blaj, după care s-a întors ca Episcop vicar la Biserica Sfântul Vasile din București.

Mormântul episcopului Vasile Aftenie din Cimitirul Bellu (catolic), așa cum a fost cunoscut de-a lungul anilor

În octombrie 1948 i-a mustrat aspru pe cei 36 de foști preoți greco-catolici semnatari ai trecerii la ortodoxie, sosiți de la Cluj la Patriarhia din București, pentru a aduce așa-zisul act al lor de adeziune la Biserica Ortodoxă Română, abandonând astfel Biserica Română Unită cu Roma. Delegații de la Cluj se aflau la restaurantul Capșa în momentul în care episcopul Vasile Aftenie i-a certat în public. Mulți dintre ei i-au mărturisit că au iscălit sub presiune.
După diferite încercări eșuate ale comuniștilor de a-l compromite pe episcop, deși era foarte bine văzut în societate, acesta a fost arestat la 28 octombrie 1948. A fost dus, împreună cu ceilalți cinci episcopi greco-catolici, la vila patriarhală din comuna Dragoslavele, iar apoi la mănăstirea ortodoxă Căldărușani, transformată în lagăr de detenție pentru ierarhii uniți. Vasile Aftenie a refuzat scaunul de mitropolit al Iașilor oferit de Patriarhie în schimbul trecerii la confesiunea ortodoxă. În mai 1949 a fost transferat și izolat în subsolul clădirii Ministerului de Interne. Acolo a fost supus unor torturi oribile, care reclamau o rezistență supraomenească.
Mutilat de bătăi, a fost dus la închisoarea Văcărești unde, în continuare torturat „din ordinul generalului Nikolski”, a fost ucis la 10 mai 1950. Întrucât era foarte înalt și nu încăpea în lada de lemn (folosită în loc de sicriu), în care a fost așezat, i-au tăiat picioarele, să încapă. A fost înhumat, pe ascuns, în cimitirul Bellu catolic, cu serviciul religios celebrat de preotul romano-catolic Johann Baltheiser, fostul secretar al episcopului romano-catolic al Bucureștiului, Joseph Schubert. Pe crucea de la mormântul său, autoritățile comuniste nu au permis să se scrie decât inițialele numelui și anul decesului: «V.A. = 1950». Curând după aceea, mormântul său a devenit loc de pelerinaj. Mii de oameni veneau să se roage la mormântul lui. Se spune că aici s-au întâmplat chiar și minuni, la rugăciunile stăruitoare ale pelerinilor, drept răspuns din partea lui Dumnezeu.
În ziua de 13 mai 2010 osemintele episcopului Vasile Aftenie au fost exhumate din Cimitirul Bellu Catolic și au fost transferate la biserica greco-catolică Adormirea Maicii Domnului (Acvila), de pe strada Sirenelor nr. 39, din București.

## Beatificarea
În data de 19 martie 2019 Papa Francisc a autorizat Congregația pentru Cauzele Sfinților să promulge decretul de recunoaștere a martiriului episcopilor greco-catolici români Valeriu Traian Frențiu, Vasile Aftenie, Ioan Suciu, Tit Liviu Chinezu, Ioan Bălan, Alexandru Rusu și Iuliu Hossu, „uciși din ură față de credință în diverse locuri din România între 1950 și 1970”, deschizându-se calea pentru beatificarea acestora.
Papa Francisc a oficiat slujba beatificării sale în data de 2 iunie 2019, pe Câmpia Libertății din Blaj.